# Platymantis isarog
Platymantis isarog är en groddjursart som beskrevs av Brown, Brown, Alcala och Frost 1997. Platymantis isarog ingår i släktet Platymantis och familjen Ceratobatrachidae. IUCN kategoriserar arten globalt som sårbar. Inga underarter finns listade i Catalogue of Life.